# Nghĩa Đô (xã)
Nghĩa Đô là một xã thuộc huyện Bảo Yên, tỉnh Lào Cai, Việt Nam.
Xã Nghĩa Đô có diện tích 38,51 km², dân số năm 1999 là 4.343 người, mật độ dân số đạt 113 người/km².